# Heinrich Deist senior
Heinrich Deist (* 9. Juli 1874 in Mitterode; † 19. Juni 1963 in Dessau) war ein deutscher Politiker (SPD) und Ministerpräsident des Freistaates Anhalt.

## Leben

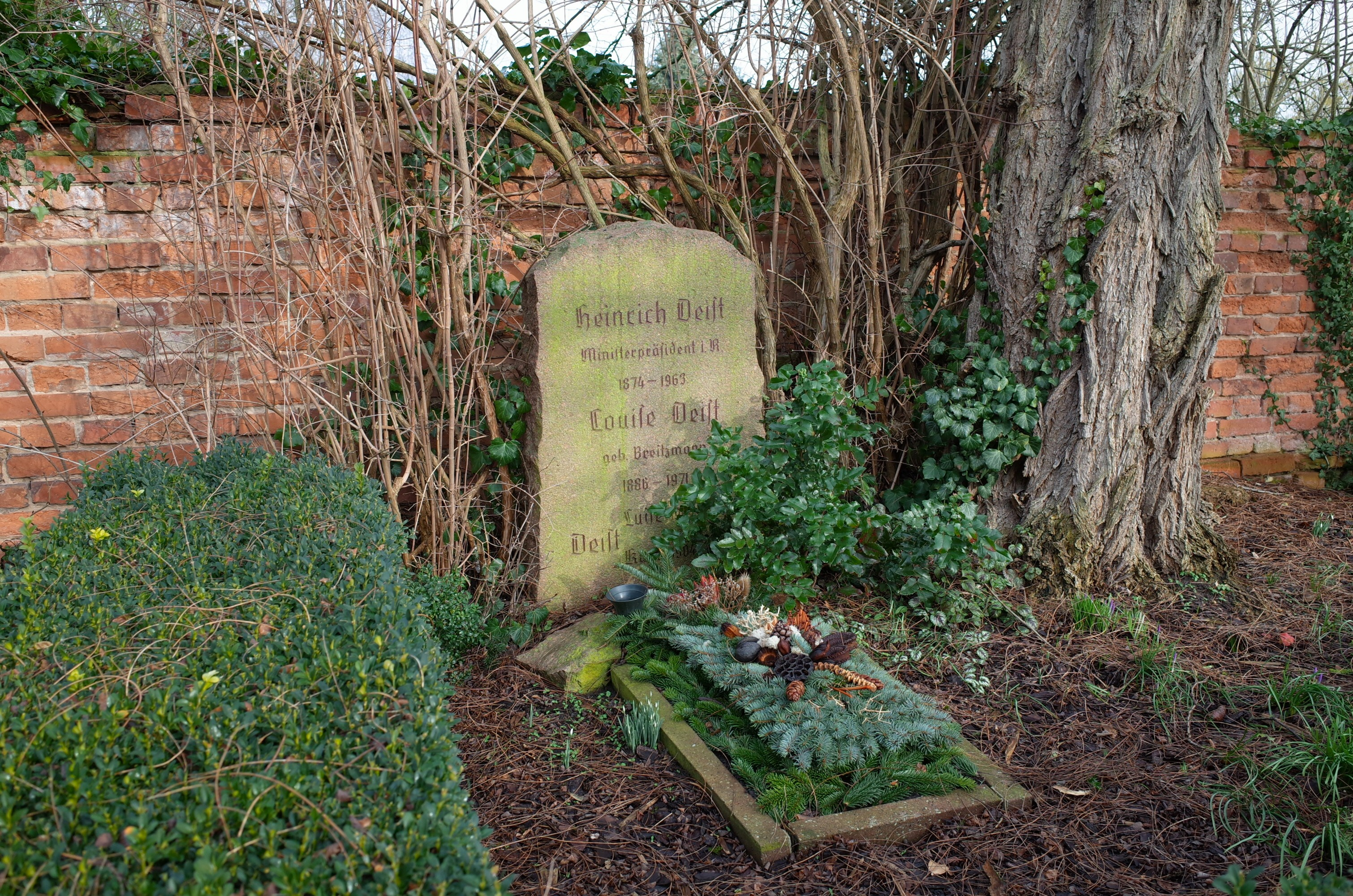
Ruhestätte im Dessauer Ortsteil Mosigkau

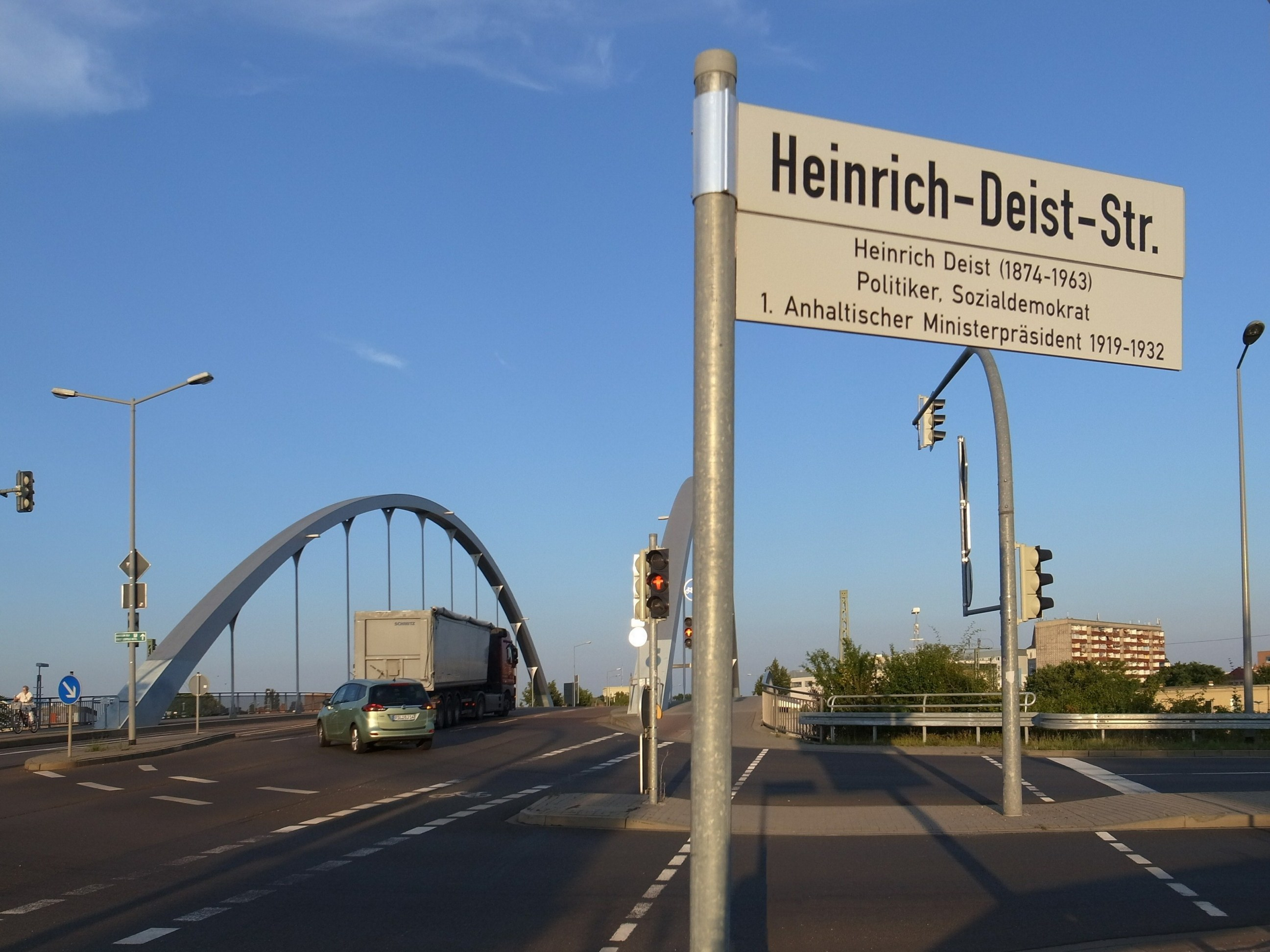
Heinrich-Deist-Str. in Dessau

Als Sohn eines Bauern geboren, machte Deist eine Lehre zum Schriftsetzer in Kassel. 1895 wurde er Mitglied der SPD. Nach einer Wanderschaft arbeitete Deist ab 1898 als Drucker in Bant, heute ein Stadtteil Wilhelmshavens. 1903 zog er mit seiner Familie nach Dessau und übernahm die Geschäftsführung der Gewerkschaftszeitung Volksblatt für Anhalt. Seine politische Karriere für die Sozialdemokraten begann 1905 mit der Wahl zum Stadtrat, ab 1913 war er Stellvertreter des Stadtverordnetenvorstehers.
Nach dem Ende der Monarchie 1918 und dem Thronverzicht des Herzogs von Anhalt wurde Deist als Staatsrat in die Übergangsregierung des Freistaates Anhalt berufen. Nach den Landtagswahlen im Dezember 1918 wurde er zuerst Stellvertreter und ab Mitte 1919 schließlich Präsident des Staatsrates in Anhalt. Dieses Amt, ab 1922 als Ministerpräsident bezeichnet, hatte Deist, mit einer halbjährigen Unterbrechung im Jahr 1924, bis 1932 inne, als er durch Alfred Freyberg, den ersten nationalsozialistischen Ministerpräsidenten Deutschlands, abgelöst wurde.
Im Dritten Reich war Deist mehrfach in Schutzhaft, überlebte aber den Nationalsozialismus. 1945 wurde Anhalt Teil der SBZ und Deist zum Bezirkspräsidenten des Verwaltungsbezirkes Anhalt mit Sitz in Dessau der Provinz Sachsen ernannt. Am 14. Juli 1946 wurde Deist Zeuge eines Überfalls sowjetischer Soldaten auf das Gasthaus Viktorshöhe im Harz, in dem er zeitweise wohnte. Zum 30. Juni 1947 wurden die Verwaltungsbezirke Sachsen-Anhalts aufgelöst und er wurde noch bis 1949 Präsident des Aufbaustabes der Verwaltungsschule des Landes. Er verstarb 1963 mit 89 Jahren in Dessau.
Sein ältester Sohn, Heinrich Deist jun., war von 1953 bis 1964 Bundestagsabgeordneter der SPD.

## Nachlass
Der schriftliche Nachlass von Heinrich Deist befindet sich in der Abteilung Dessau des Landesarchivs Sachsen-Anhalt.